# Захарчук Катерина Назарівна
Катерина Назарівна Захарчук (нар. 21 серпня 1918, село Слобода-Підлісівська, тепер Ямпільського району Вінницької області — 5 вересня 1999, село Слобода-Підлісівська Ямпільського району Вінницької області) — українська радянська діячка, ланкова колгоспу імені Котовського Ямпільського району Вінницької області. Герой Соціалістичної Праці (26.02.1958). Депутат Верховної Ради СРСР 5-го скликання.

## Життєпис
Народилася 21 серпня 1918 року в селянській родині в селі Слобода-Підлісівська на Вінниччині. Освіта початкова.
З 1932 року працювала колгоспницею в колгоспі імені Котовського села Слобода-Підлісівська Ямпільського району Вінницької області.
У 1937—1941 і з 1944 року — ланкова колгоспу імені Котовського села Слобода-Підлісівська Ямпільського району Вінницької області. Збирала високі врожаї цукрових буряків.
Потім — на пенсії в селі Слобода-Підлісівська Ямпільського району Вінницької області.

## Нагороди
- Герой Соціалістичної Праці (26.02.1958)
- орден Леніна (26.02.1958)
- орден Жовтневої Революції (8.04.1971)
- орден Трудового Червоного Прапора (31.12.1965)
- медалі